# Orgeln des Magdeburger Doms
Die heute vier Orgeln des Magdeburger Doms haben eine bis ins 14. Jahrhundert rückverfolgbare Geschichte.

## Geschichte

### Bis zum Ende des 18. Jahrhunderts

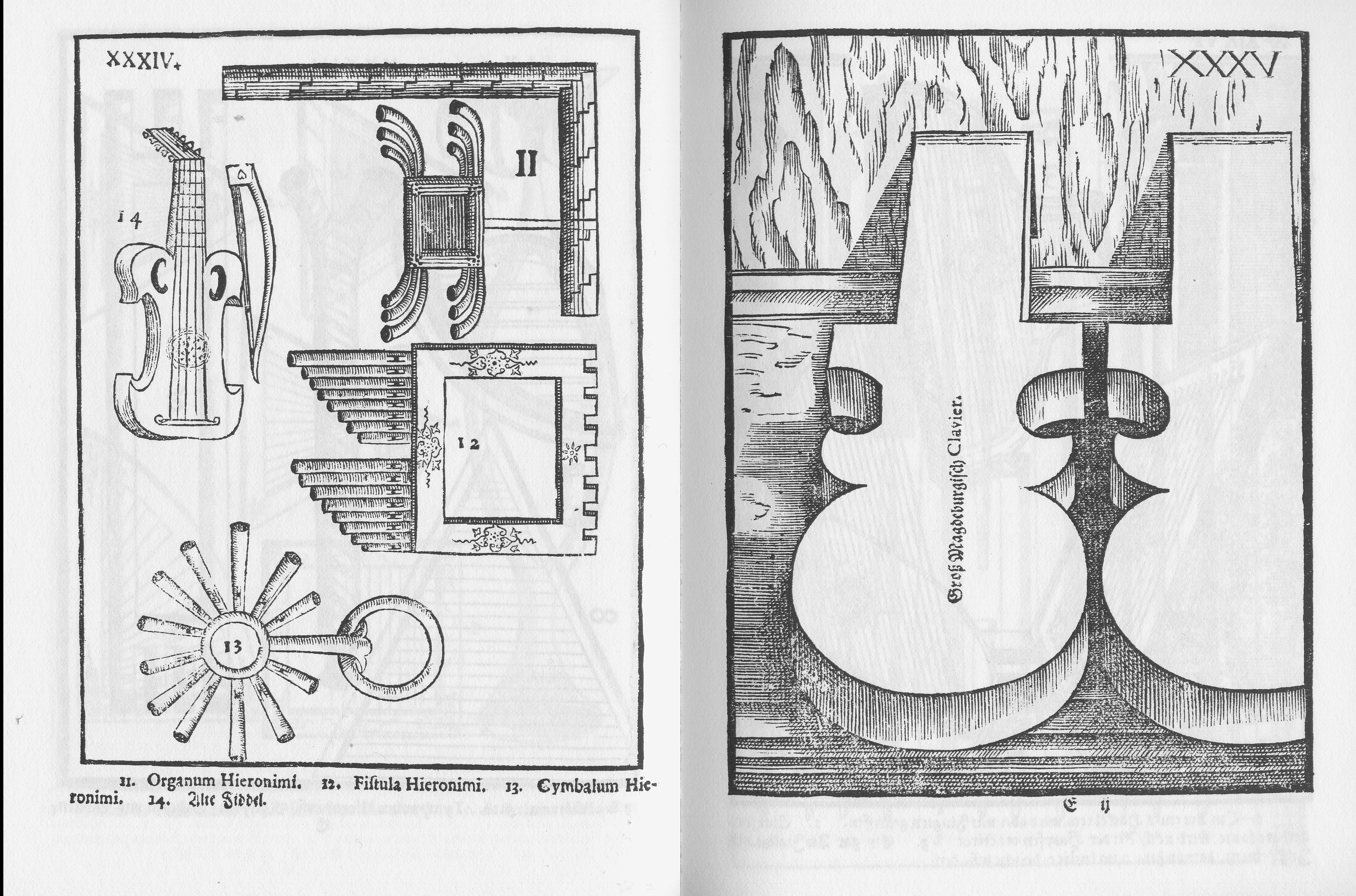
Rechte Abbildung: Manualtasten der gotischen Orgel nach Michael Praetorius (1619)

Bereits im Vorgängerbau der jetzigen Kathedrale, dem 1207 abgebrannten, ottonischen Dom, existierte offenbar eine Orgel, da die erste Erwähnung eines Organisten dieser Kirche im Jahr 1179 überliefert ist.
Vor der Fertigstellung von Langhaus und zweitem Obergeschoss des Westwerks und der Weihe des jetzigen Doms im Jahr 1363 wurde das Bauwerk schon mindestens seit der Weihe des Hohen Chors im Jahr 1260 gottesdienstlich genutzt. Unklar ist, wann die erste Orgel eingebaut wurde. Ein später hergestellter Zusammenhang mit der Domweihe ist spekulativ, ebenso wie die Zuschreibung an den Halberstädter Orgelbauer Nicolaus Faber, der im dortigen Dom 1361 ein Orgelwerk errichtet hatte. Da die Balganlage in der „Turmkammer“ des Magdeburger Doms untergebracht war, ist anzunehmen, dass diese Orgel bereits auf der Westempore stand. Sicher ist das nicht, allerdings spricht eine im Südturm bis zur Westempore hinauf gebaute Treppe dafür. Michael Praetorius überlieferte, dass 24 Keilbälge von zwölf Kalkanten bedient wurden. Die 16 Tasten der Manualklaviaturen sollen viereckig und drei Zoll breit gewesen sein (die Abbildung im Anhang zeigt jedoch abgerundete Tasten). Entsprechend der Zeit handelte es sich um eine Blockwerkorgel. Anlässlich des Besuchs von Kaiser Karl IV. im Jahr 1377 ist bezeugt, dass die Geistlichen „sungen im tedeum und mit den orgelen“, was auf die Existenz zweier Orgeln hinweist. Spätestens ist aber für 1498, als der Raum unter der Westempore zur „Ernstkapelle“ umgebaut wurde, die Existenz einer Orgel auf dieser Empore belegt. Nachweisbar ist auch eine Chororgel, die 1536 von dem Orgelbauer Michaelis für den Halleschen Dom gebaut worden war und 1541 nach Magdeburg verpfändet wurde. Sie stand auf dem nördlichen Bischofsgang, hatte drei Manualwerke und ein mit zwei Registern besetztes Pedal.

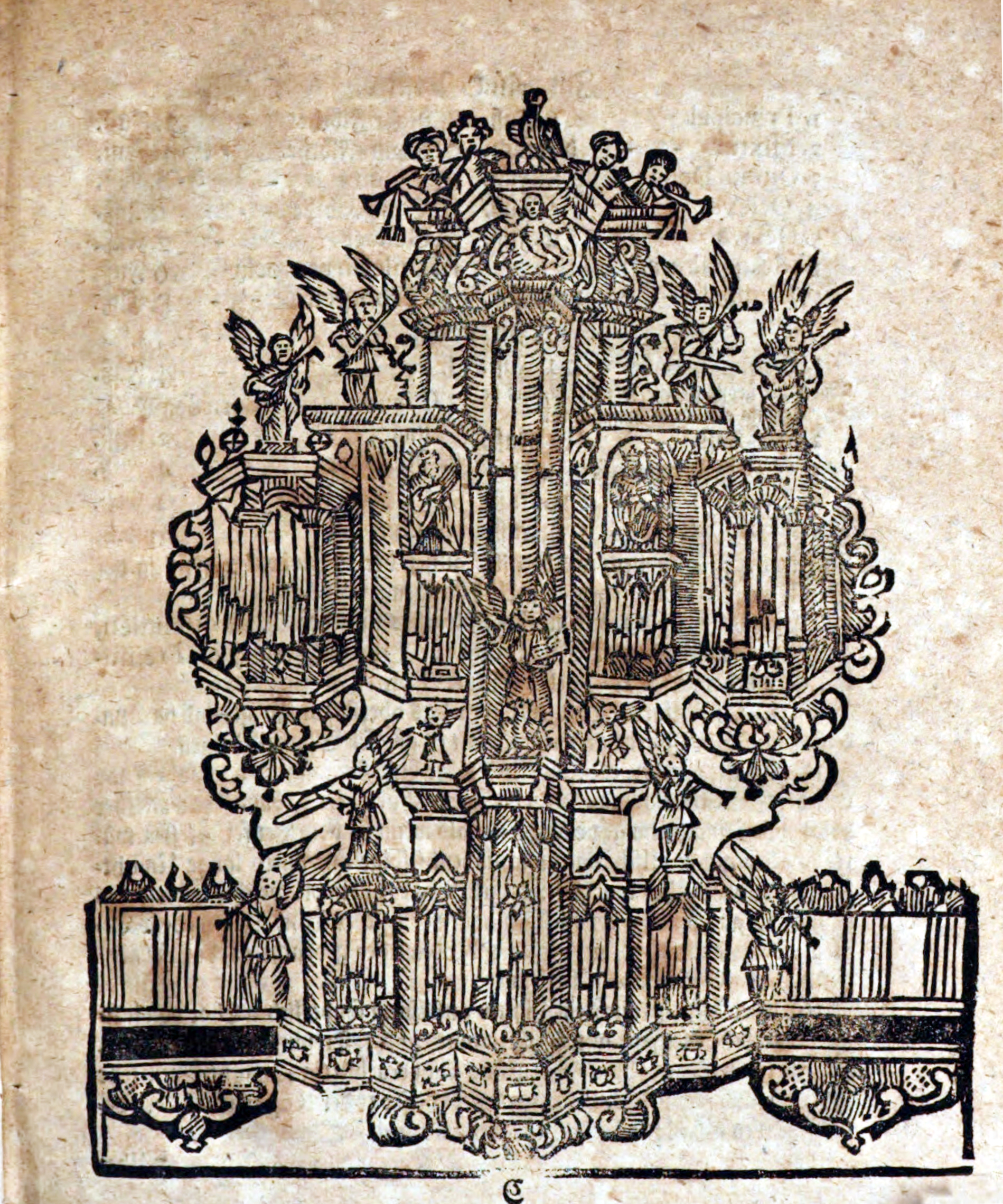
Compenius-Orgel von 1605

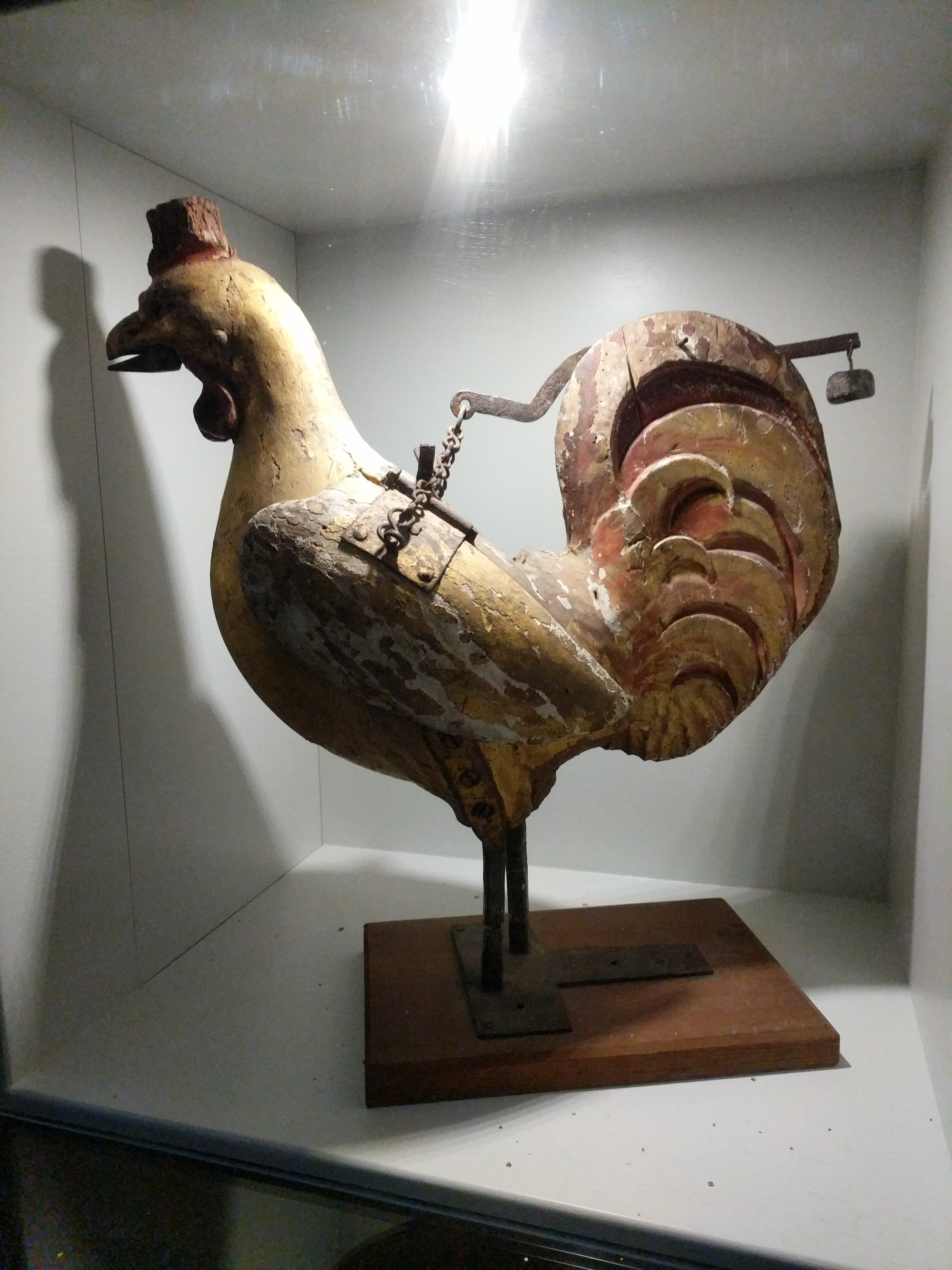
Der Goldene Hahn ist das letzte Relikt der einstigen Compenius-Orgel und steht jetzt auf der Westempore.

In den Jahren 1604 und 1605 baute Heinrich Compenius der Jüngere eine neue Orgel; das Instrument hatte 42 klingende Register auf drei Manualwerken, die von zwei Manualen aus angespielt werden konnten (vermutlich wurde das Brustwerk vom Oberwerksmanual mit angespielt). Ihr mit exorbitantem Aufwand gestaltetes Gehäuse verschlang etwa die Hälfte der Baukosten der ganzen Orgel. Der Prospekt war überaus reich verziert und vergoldet. An der Front der 58 Fuß hohen Orgel prangten 30 starre und zwölf bewegliche Figuren. Auf dem höchsten Punkt des Prospektes thronte dazu die vergoldete Nachbildung eines Hahns, die, durch ein Oboenregister imitiert, krähen sowie mit den Flügeln schlagen konnte. Dieser Hahn sollte ursprünglich vermutlich ein Symbol für die der Verleugnung Petrus sein, avancierte jedoch zu einer Figur zur Unterhaltung der Kirchgänger.

| I Im Rückpositiff C–c2 |     |
| Principal              | 08′ |
| Quintadehn             | 08′ |
| Octava                 | 04′ |
| Rohrflöite             | 04′ |
| Schwiegel              | 04′ |
| Gemshorn               | 04′ |
| Quinta                 | 03′ |
| Gedact Quinta          | 03′ |
| Suiflöite              | 02′ |
| Kleine Gedact          | 02′ |
| Zimbel II              |     |
| Mixtur III             |     |
| Dulcian von Holz       | 16′ |
| Trommeten              | 08′ |

| II Im OberWerk C–c2                |            |
| Principal grosser Untersatz (ab F) | 24′        |
| Principal                          | 16′        |
| Principal Bass                     | 16′        |
| Quintadehn Untersatz               | 16′        |
| Große Octava                       | 08′        |
| Grob Gedact                        | 08′        |
| Grosse Quinta                      | 06′        |
| Klein Octava                       | 04′        |
| Klein Gedact                       | 04′        |
| Nachthorn                          | 04′        |
| Klein Quint                        | 03′        |
| Nasatt                             | 1′ oder 3′ |
| Zimbel III                         |            |
| Mixtur XII–XV                      |            |

| II In der Brust C–c2  |    |
| Flachflöite           | 4′ |
| Principal             | 2′ |
| Zimbel II             |    |
| Mixtur VI             |    |
| Grob Messing Regal    | 8′ |
| Messing Regal Singend | 4′ |

| Zum Pedal auff beyden Seitten g–d1(?) |      |
| Principal Bass                        | 16′  |
| Quintadehn Untersatz                  | 16′  |
| Große Octava                          | 08′  |
| Nachthorn Bass                        | 04′  |
| Bauerflöit Bass                       | 0 1′ |
| Zimbel Bass III                       |      |
| Posaun Bass                           | 16′  |
| Klein Posaun Bass                     | 08′  |
| Schalmey oder Cornet                  | 04′  |
| Singend Cornet von Messing            | 02′  |

| hinderm Wercke stehet auff einer sonderlichen Lade |     |
| Gedackter Unterbass                                | 16′ |
| Groß Gemshorn Bass                                 | 08′ |

- Neben- und Effektregister: 2 Tremulanten, Vogelgesang, Trommel

Dieses Instrument blieb im Dreißigjährigen Krieg, als die Truppen des Feldherrn Tilly 1631 nahezu die ganze Stadt verwüsteten, verschont, jedoch stahlen Militärangehörige ein Jahr später Metallpfeifen. Johann Decker (Quedlinburg) reparierte die Compenius-Orgel 1666 und 1686. Domorganist Jacob Hasse war mit der Arbeit dieses Orgelbauers jedoch sehr unzufrieden und ersuchte Arp Schnitger, der gegen Ende des 17. Jahrhunderts mehrere Orgeln in Magdeburger Kirchen errichtete, um einen größeren Umbau. Das Domkapitel lehnte Schnitgers 1699 eingereichten Kostenvoranschlag ab. Erst 1769 bis 1772 nahm dann Christoph Treutmann jun. einen Umbau vor. 1786 hatte die Orgel 41 Register auf Brustwerk, Hauptmanual, Rückpositiv und Pedal.
Die mit der Zeit verfallene Michaelis-Chororgel wurde 1715 von Hasses Nachfolger, Georg Tegetmeyer, bei seinem Amtsantritt wieder in Ordnung gebracht und 1767 für 150 Taler nach Burg verkauft. Weiterhin existierte ein baulich mit der Chororgel vereintes, aber abweichend von ihr gestimmtes und somit nicht gemeinsam spielbares Positiv mit 6 Registern und einem Tremulanten, das 1619 „zu Cassel von Georg Weißlanden, aus Amberg bürtig“ gebaut und 1768 in umbrauchbarem Zustand abgebrochen wurde.

### 19. Jahrhundert
Nachdem Napoleons Truppen 1806 bis 1814 den Dom zweckentfremdet hatten, dürfte die umgebaute Compenius-Orgel in einem schlechten Zustand gewesen sein. Johann David Hamann aus Groß Ottersleben baute 1807 eine neue Chororgel, die 15 Register auf zwei Manualen und Pedal enthielt. Sie hatte drei 16′-Register und keine Mixturen (höchste Fußlage 2′). Der Chorraum war von der missbräuchlichen Nutzung des Doms durch Napoleons Truppen ausgenommen; er stand der Gemeinde derweilen weiter zur Verfügung. Im Zuge der Säkularisierung übernahm der preußische Staat den Dom 1814.
Friedrich Wilhelm III. besichtigte die heruntergekommene Kirche 1825 und stieß mit einer Spende eine grundhafte Instandsetzung an. Während der von 1826 bis 1834 andauernden Restaurierung wurde die Orgel auf der Westempore erneut umgebaut, diesmal durch Theodor Hamann, Sohn von Johann David Hamann. Das Rückpositiv fiel dem erhöhten Platzbedarf für Sänger auf der Empore zum Opfer. Der Compenius-Prospekt wurde 1830 im Turm eingelagert und durch einen neuen des Tischlermeisters Schumann mit einigen 32′-Pfeifen in der Mitte und neugotischen Elementen ersetzt. Die erst 1807 erbaute Chororgel wurde im Zuge der großen Kirchenrenovierung entfernt und ihr Pfeifenwerk möglicherweise in der Hauptorgel eingebaut.
Als der Komponist und Organist August Gottfried Ritter die Domorganistenstelle 1847 übernahm, blühte die Orgelmusik dort auf. Hier wurde er auch zum  „Königlich-Preussischen Orgelrevisor“ des königlichen Regierungsbezirkes Magdeburg ernannt. Auf seine Initiative hin errichtete der Orgelbauer Adolf Reubke (Hausneindorf, Harz) von 1856 bis 1861 eine von Ritter disponierte, neue Orgel mit 81 Registern auf vier Manualen und Pedal. Dabei verwendete er eine Anzahl Register aus der Vorgängerorgel. Der Prospekt von Schumann wurde im neogotischen Stil umgestaltet und angestrichen.
1865 wurde die Orgel um ein Solowerk, das nicht von einer eigenen, fünften Klaviatur, sondern vom vorhandenen III. Manual aus anspielbar war, um sechs Register erweitert. Das Instrument hatte Schleifladen und mechanische Trakturen mit Barkerhebeln. Die Größe der Laden bedingte eine enorme Tiefenausdehnung des Orgelwerks und die Anordnung des Spieltischs in der Orgel hinter dem 32′-Pfeifenturm des Prospekts. Die Orgel hatte 5256 Pfeifen, davon 55 stumme im Prospekt, und zehn Bälge. Normalerweise reichten zwei Kalkanten aus, bei längerem vollem Spiel wurde ein dritter gebraucht. Der Klang des Instruments soll sehr gut gewesen sein, andererseits gab es immer wieder Probleme mit der Traktur der größten Orgel Preußens, die zwei Pedale besaß. Der Chronist Rudolph Palme berichtete: „Man saß an der Orgel wie auf einem störrischen Pferd und war glücklich, ohne Unfall davon zu kommen.“ Laut seinem Bericht war ihr Klangvolumen aufgrund eng gewählter Mensuren auch unzureichend. Laut einer anderen Quelle (von 1863) füllte die Orgel den Raum hingegen genügend aus.

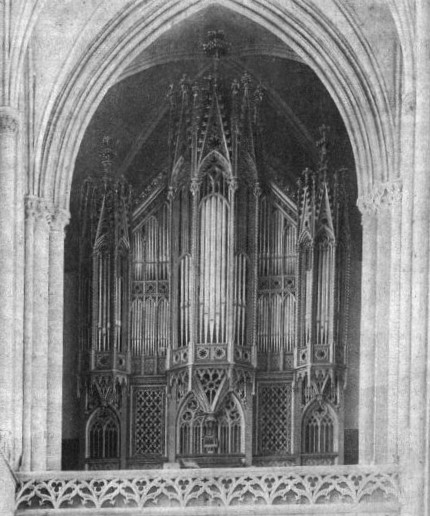
Röver-Orgel ca. 1905

| I Manual C–f3  |        |
| Principal      | 16′    |
| Bordun         | 16′    |
| Principal      | 08′    |
| Doppelflöte    | 08′    |
| Gemshorn       | 08′    |
| Schweizerflöte | 08′    |
| Quinte         | 5 1⁄3′ |
| Octave         | 04′    |
| Hohlflöte      | 04′    |
| Quinte         | 2 ⁄3′  |
| Octave         | 02′    |
| Cornett II–IV  |        |
| Mixtur VI      |        |
| Scharff IV     |        |
| Trompete       | 16′    |
| Trompete       | 08′    |

| II Manual C–f3 |     |
| Hohlflöte      | 16′ |
| Principal      | 08′ |
| Hohlflöte      | 08′ |
| Rohrflöte      | 08′ |
| Gambe          | 08′ |
| Fugara         | 08′ |
| Octave         | 04′ |
| Waldflöte      | 04′ |
| Octave         | 02′ |
| Sesquialter II |     |
| Mixtur V       |     |
| Cymbel III     |     |
| Chalmey        | 08′ |

| III Manual C–f3 |       |
| Bordun          | 16′   |
| Principal       | 08′   |
| Bordun          | 08′   |
| Spitzflöte      | 08′   |
| Quintatön       | 08′   |
| Gambe           | 08′   |
| Viola           | 08′   |
| Octave          | 04′   |
| Spitzflöte      | 04′   |
| Nachthorn       | 04′   |
| Quinte          | 2 ⁄3′ |
| Octave          | 02′   |
| Mixtur V        |       |
| Dulcian         | 16′   |

| III Solowerk C–f3 |       |
| Gedackt           | 8′    |
| Viola             | 8′    |
| Vox coelestis     | 8′    |
| Flöte             | 4′    |
| Quinte            | 2 ⁄3′ |
| Mixtur IV         |       |

| IV Manual C–f3 |       |
| Geigenprinc.   | 16′   |
| Gedackt        | 16′   |
| Gedackt        | 08′   |
| Flauto trav.   | 08′   |
| Salicional     | 08′   |
| Harmonica      | 08′   |
| Octave         | 04′   |
| Flöte          | 04′   |
| Salicional     | 04′   |
| Nassat         | 2 ⁄3′ |
| Flageolett     | 02′   |
| Mixtur IV      |       |
| Oboe           | 08′   |

| Pedal I C–f1 |         |
| Untersatz    | 32′     |
| Violon       | 32′     |
| Principal    | 16′     |
| Offenbass    | 16′     |
| Violon       | 16′     |
| Quinte       | 10 2⁄3′ |
| Octavbass    | 08′     |
| Offenbass    | 08′     |
| Violoncello  | 08′     |
| Quinte       | 5 1⁄3′  |
| Octave       | 04′     |
| Weitpfeife   | 02′     |
| Cornett IV   |         |
| Mixtur IV    |         |
| Posaune      | 32′     |
| Posaune      | 16′     |
| Trompete     | 08′     |
| Clarino      | 4′      |

| Pedal II C–f1 |        |
| Subbass       | 16′    |
| Gedackt       | 08′    |
| Traverse      | 08′    |
| Quinte        | 5 1⁄3′ |
| Hohlflöte     | 04′    |
| Stillflöte    | 02′    |
| Fagott        | 16′    |

### 20. Jahrhundert bis zum Zweiten Weltkrieg
Während Domorganist Ritter der Überlieferung nach sehr gern auf der Reubke-Orgel spielte, pflegte sein ab 1886 amtierender Nachfolger Theophil Forchhammer gänzlich andere Erwartungen an die Domorgel. Er gab deshalb 1906 dem Orgelbauer Ernst Röver, der Reubkes Werkstatt in Hausneindorf übernommen hatte, den Auftrag für eine völlig neue Hauptorgel. Diese hatte 100 Register auf drei Manualen und Pedal. Die Orgel wurde um 50 cm nach oben und der Prospekt um 2,50 m nach hinten versetzt sowie der Spieltisch an der Front angeordnet, um Platz für einen Chor vor der Orgel zu gewinnen und einen – bei Reubkes Orgel unmöglichen – Sichtkontakt zwischen Chorleiter und Organist zu ermöglichen. Die wegen ihrer prinzipbedingten Trägheit üblicherweise berüchtigte pneumatische Traktur funktionierte in Rövers Orgel relativ präzise, auch dank von Röver modifizierter Kastenladen. Der kraftvolle Klang des vollen Werks füllte den Dom bis in den letzten Winkel, jedoch taugte die Orgel nach Ansicht des Reichsorgelrevisors Georg Kempff zu „nichts Anderem als zum Brüllen und Flüstern“ u. a. weshalb er bereits 1938 ihren Abriss und einen dem Zeitgeschmack entsprechenden Neubau forderte. Debatten über den Umgang mit der Orgel wurden am 17. Februar (nach anderen Angaben am 2. März) 1945 hinfällig, als das Gewölbe über ihr infolge eines Tieffliegerangriffs zusammenbrach und lediglich der durch den großen Spitzbogen vor den herabstürzenden, tonnenschweren Trümmern geschützte Prospekt intakt blieb.

| I. Manual       |        |
| Prinzipal       | 16′    |
| Flauto major    | 16′    |
| Bordun          | 16′    |
| Gamba           | 16′    |
| Prinzipal       | 08′    |
| Primflöte       | 08′    |
| Hornflöte       | 08′    |
| Hohlflöte       | 08′    |
| Bordun          | 08′    |
| Gemshorn        | 08′    |
| Zartgedackt     | 08′    |
| Gamba           | 08′    |
| Dolce           | 08′    |
| Spitzquinte     | 5 1⁄3′ |
| Oktave          | 04′    |
| Hohlflöte       | 04′    |
| Flachflöte      | 04′    |
| Gemshorn        | 04′    |
| Gambetta        | 04′    |
| Quinte          | 2 ⁄3′  |
| Oktave          | 02′    |
| Rauschquinte II |        |
| Kornett IV      |        |
| Mixtur IV       |        |
| Trompete        | 16′    |
| Trompete        | 08′    |
| Corno           | 08′    |

| II. Manual   |       |
| Prinzipal    | 16′   |
| Bordun       | 16′   |
| Prinzipal    | 08′   |
| Gedackt      | 08′   |
| Offenflöte   | 08′   |
| Doppelflöte  | 08′   |
| Rohrflöte    | 08′   |
| Spitzflöte   | 08′   |
| Quintatön    | 08′   |
| Flauto trav. | 08′   |
| Zartflöte    | 08′   |
| Violine      | 08′   |
| Fugara       | 08′   |
| Salicional   | 08′   |
| Oktave       | 04′   |
| Rohrflöte    | 04′   |
| Salicet      | 04′   |
| Quinte       | 2 ⁄3′ |
| Oktave       | 02′   |
| Kornett IV   |       |
| Mixtur III   |       |
| Basson       | 16′   |
| Trompete     | 08′   |
| Klarinette   | 08′   |

| III. Manual      |       |
| Geigenprinzipal  | 16′   |
| Gedackt          | 16′   |
| Geigenprinzipal  | 08′   |
| Bordun           | 08′   |
| Lieblich Gedackt | 08′   |
| Schweizerflöte   | 08′   |
| Offenflöte       | 08′   |
| Portunalflöte    | 08′   |
| Flauto amabile   | 08′   |
| Viola            | 08′   |
| Aeoline          | 08′   |
| Voix céleste     | 08′   |
| Harmonium        | 08′   |
| Oktave           | 04′   |
| Flöte            | 04′   |
| Violine          | 04′   |
| Fugara           | 04′   |
| Spitzquinte      | 2 ⁄3′ |
| Piccolo          | 02′   |
| Cornettino       | 02′   |
| Mixtur III       |       |
| Trompete         | 08′   |
| Tuba mir.        | 08′   |
| Oboe             | 08′   |

| Pedal        |         |
| Prinzipal    | 32′     |
| Untersatz    | 32′     |
| Prinzipal    | 16′     |
| Majorbaß     | 16′     |
| Offenbaß     | 16′     |
| Subbaß       | 16′     |
| Gedackt      | 16′     |
| Violon       | 16′     |
| Harmonikabaß | 16′     |
| Quinte       | 10 2⁄3′ |
| Prinzipal    | 08′     |
| Offenbaß     | 08′     |
| Flötenbaß    | 08′     |
| Cello        | 08′     |
| Salicetbaß   | 08′     |
| Quinte       | 5 1⁄3′  |
| Oktavbaß     | 04′     |
| Weitpfeife   | 02′     |
| Kornett V    |         |
| Mixtur III   |         |
| Bombarde     | 32′     |
| Posaune      | 16′     |
| Fagott       | 16′     |
| Trompete     | 08′     |
| Clairon      | 04′     |

### Nach Zweitem Weltkrieg und DDR-Zeit

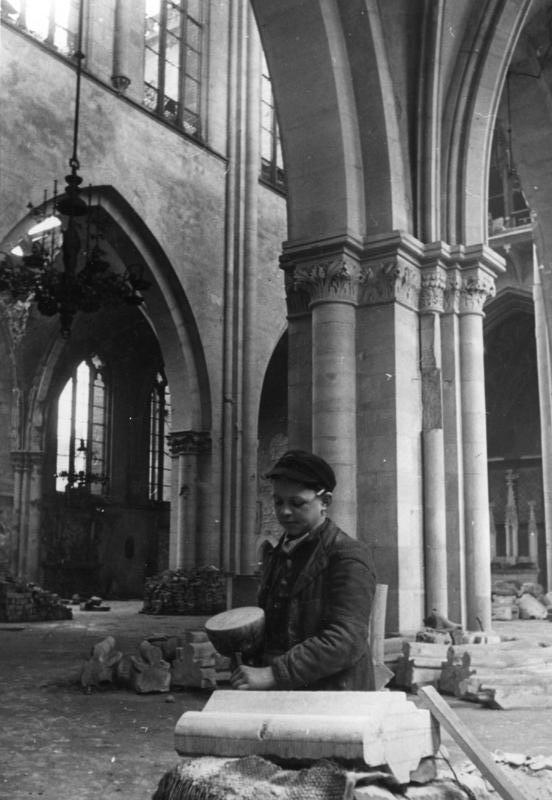
Kriegsschäden 1948: Ein Gewölbe im Südseitenschiff und viele Fenster sind zerschlagen, die Reste der Röver-Orgel stehen auf der Westempore.

Der Magdeburger Orgelbauer Brandt barg die verwertbaren Reste der Hauptorgel. Der eingelagerte Compenius-Prospekt wurde 1945 aus dem Turm gebracht und verheizt, nur der „Goldene Hahn“ blieb erhalten.

#### Hauptorgelprojekt
Der 1945 aus dem Kriegsdienst zurückgekehrte Domorganist Gerhard Bremsteller sah nach dem 2. Weltkrieg eine neue Orgelanlage mit  insgesamt wiederum 100 Registern vor. Er plante eine Hauptorgel auf der Westempore mit elektrischer und eine korrespondierende Chororgel mit mechanischer Spieltraktur auf dem Bischofsgang, die über eine elektrische Ansteuerung auch von der Hauptorgel aus spielbar sein sollte. Nachdem der zu Anfang des 19. Jahrhunderts im Zuge der Säkularisation in Staatsbesitz geratene Dom mit der Gründung der DDR von dieser übernommen wurde, verweigerte sie aus politischen Gründen die für den Orgelbau benötigten Gelder und stellte nur eine Zeit lang eine jährliche kleine, viel zu niedrige Summe, um solche ein Projekt in einem Zuge realisieren zu können, bereit. Zudem votierten die Denkmalpflege und auch der damalige Orgelrevisor Willi Strube gegen Bremstellers Projekt.

#### Remterorgeln
Aufgrund der Zerstörungen am Dom wurde der bisher als Archiv des Konsistoriums genutzte Remter nach dem Zweiten Weltkrieg für Gottesdienste hergerichtet. Als Remterorgel diente zunächst ein leihweise aufgestelltes, aus dem kriegsbeschädigten Domgymnasiums stammendes, romantisches Instrument der Orgelbaufirma Furtwängler & Hammer; es hatte 18 Register auf zwei Manualen. 1949 wurde das Instrument in das Domgymnasium zurückgebracht. Orgelbauer Brandt half jeweils beim Auf- und Abbau. Dieser Orgel folgte übergangsweise ein fünfregistriges Positiv mit angehängtem Pedal, bis noch im gleichen Jahr eine neue Orgel der Potsdamer Orgelbaufirma Schuke mit 28 klingenden Registern auf drei Manualwerken und Pedal fertiggestellt wurde. Das nun nicht mehr benötigte Positiv wurde daraufhin im Gemeindesaal der evangelischen Altstadtgemeinde Magdeburg aufgestellt, wo es noch heute Dienst tut. Da auch die Heizung des Doms im Zweiten Weltkrieg zerstört und bisher (2022) nicht wieder instand gesetzt wurde, nutzte und nutzt die Domgemeinde den mit einer Heizung ausgestatteten Remter für sechs bis sieben Monate eines jeden Jahres sowie für Andachten und andere kleine Anlässe.
Karl Schuke plante den Bau der Remterorgel. Der Nachkriegsneubau war schwierig: Fa. Schuke gewann das dafür benötigte Orgelmetall zum Großteil aus den Schrottpfeifen der Röver-Orgel. Im September 1947 scheiterte ein Altmetalltransport nach Potsdam, weil Kisten fehlten. Die anspruchsvolle Fertigung der Zungenpfeifen war in der sowjetischen Besatzungszone bzw. in der eben gegründeten DDR kaum möglich, so dass vorübergehend gebrauchte Pfeifen und Pfeifenteile zum Einsatz kamen. Während Fa. Schuke eine Orgel mit 22 Registern in etwa in der Mitte des Remters bauen wollte, setzte Bremsteller eine Aufstellung hinter einer Säule an der nördlichen Stirnseite des langgezogenen, niedrigen, zweischiffigem Remters durch. Dieser Platz war nicht nur räumlich beengt, sondern auch akustisch nachteilig. Kaltluft, die dort aus einer Kryptaöffnung ausdrang, verstimmte zudem einen Teil der Orgel.
Schukes damaliges Klangkonzept (ungewöhnlich hohe Aufschnitte an den relativ engen Labien der Prinzipale und Mixturen, welche einen weichen, flötenähnlichen Klang erzeugten) stieß bei Anhängern eines von einer Rückbesinnung auf barocke Orgelbautraditionen geprägten Zeitgeschmacks auf Ablehnung. Auch wurde dieses Klangbild als unpassend zur gotischen Architektur des Remters empfunden. Am 3. Dezember 1949 eingeweiht, war die neue Schuke-Orgel vorübergehend die einzige größere mechanische Schleifladen-Orgel in Magdeburg, und wurde deshalb viel genutzt.
Bereits um 1964 waren umfangreiche Reparaturen nötig. Die Tasten des I. Manuals waren zu dieser Zeit schon bis zu 4 mm tief abgegriffen. Einer solchen Beanspruchung konnte das Nachkriegsmaterial nur bedingt standhalten. Es folgten etliche weitere Instandsetzungen sowie langwierige und oft kontroverse Verhandlungen zwischen Domgemeinde, Denkmalpflegern, Organisten, Orgelbauern und -gutachtern über Klangbild, Zustand, Erhaltungswertigkeit und Anderes. 1988 wurde die Orgel unter Denkmalschutz gestellt und als „kultureller Besitz der sozialistischen Gesellschaft“ betitelt. Die chronischen technischen Gebrechen und klanglichen Probleme wären nur durch schwerwiegende und teure Eingriffe in die Originalsubstanz, welche jedoch nun von der Denkmalpflege untersagt wurden, zu beheben. Ein Erhalt der Orgel im Sinne des Denkmalschutzes hätte beispielsweise den Beibehalt von minderwertigen Nachkriegsmaterialien sowie klanglich ungünstig gebauten Pfeifen verlangt. Nach einer fünften, 1992 vorgenommenen Reinigung und – soweit möglich – Reparatur fügte eine neue Heizung im Remter der Orgel weitere Schäden, die zur Unspielbarkeit führten, zu. So erfolgte 1996/1997 ihre Stilllegung. Eine Digitalorgel war danach im Winterhalbjahr, wenn der Dom nicht genutzt wurde, für mehr als zehn Jahre die einzige „Orgel“ der größten Kirche der neuen Bundesländer. Im Juli 2007 demontierte die polnische Orgelbaufirma Jakubowscy die Schuke-Orgel vor einer viel Schmutz verursachenden Renovierung des Remters und schaffte sie zunächst ins Orgelzentrum Valley. 2008 überholte Jakubowscy sie und stellte sie in Trzebinia-Siersza (Polen) auf.

#### Schuster-Orgel
Weil es seit den Bombardements von 1945 im Dom keine Orgel mehr gab, erhielt die Domgemeinde Ende der 1950er Jahre eine zweimanualige, 1957 von der Firma Orgelbau A. Schuster & Sohn gefertigte Orgel aus der Magdeburger Heilig-Geist-Kirche. Da diese Kirche, die nach starker Zerstörung im Zweiten Weltkrieg seit 1950 wieder aufgebaut und genutzt wurde, den Planern einer sozialistischen Musterstadt nicht ins Konzept passte, wurde sie im Mai 1959 gesprengt. Die Orgel baute man aus und stellte sie als – viel zu kleines – Behelfsinstrument im Dom unter dem Fenster im südlichen Seitenschiff in Höhe des dritten Langhausjoches auf. Sie besaß eine elektropneumatische Traktur und 27 Register.
Nach der Inbetriebnahme der Querhausorgel wurde die Schuster-Orgel 1975 in die St. Nicolai-Kirche in Magdeburg-Neue Neustadt umgesetzt. Damit sie auf der dortigen Empore Platz fand, wurden der Prospekt sowie die Register Offenbaß 16′ und die große Oktave der Hauptwerksprinzipale 8′ und 4′ entfernt. Sie ist dort mittlerweile (2019) verschlissen und wird durch einen Neubau, in den brauchbare Register der Schuster-Orgel integriert sein sollen, ersetzt.

#### Querhausorgel
Um 1960 gediehen Pläne für eine von der Domgemeinde allein finanzierbare Orgel im Querschiff, die eine Kompromisslösung für die Beschallung von Quer- und Hauptschiff darstellen sollte. Diese wurden – nach fast zehn Jahren Wartezeit – mit der Einweihung der Querhausorgel der Firma Alexander Schuke (Potsdam) im Jahr 1970 Realität.
Nachdem der Neubau einer Hauptorgel jahrzehntelang nicht vorankam, war es für die Domgemeinde auch brüskierend, dass die in Domnähe stehende, als städtische Konzerthalle genutzte Klosterkirche, die viel kleiner als der Dom ist, 1979 mit einer neuen Konzertorgel mit 63 Registern, vier Manualen und fast 5400 Pfeifen ausgestattet wurde.

## Heutige Instrumente
Heute befinden sich im Dom vier Orgeln: die eben erwähnte Querhausorgel, die Truhenorgel, die Hauptorgel der Firma Alexander Schuke (Potsdam bzw. Werder/Havel) von 2008 auf der Westempore, sowie die Orgel der Firma Glatter-Götz von 2011 im Remter.

### Querhausorgel

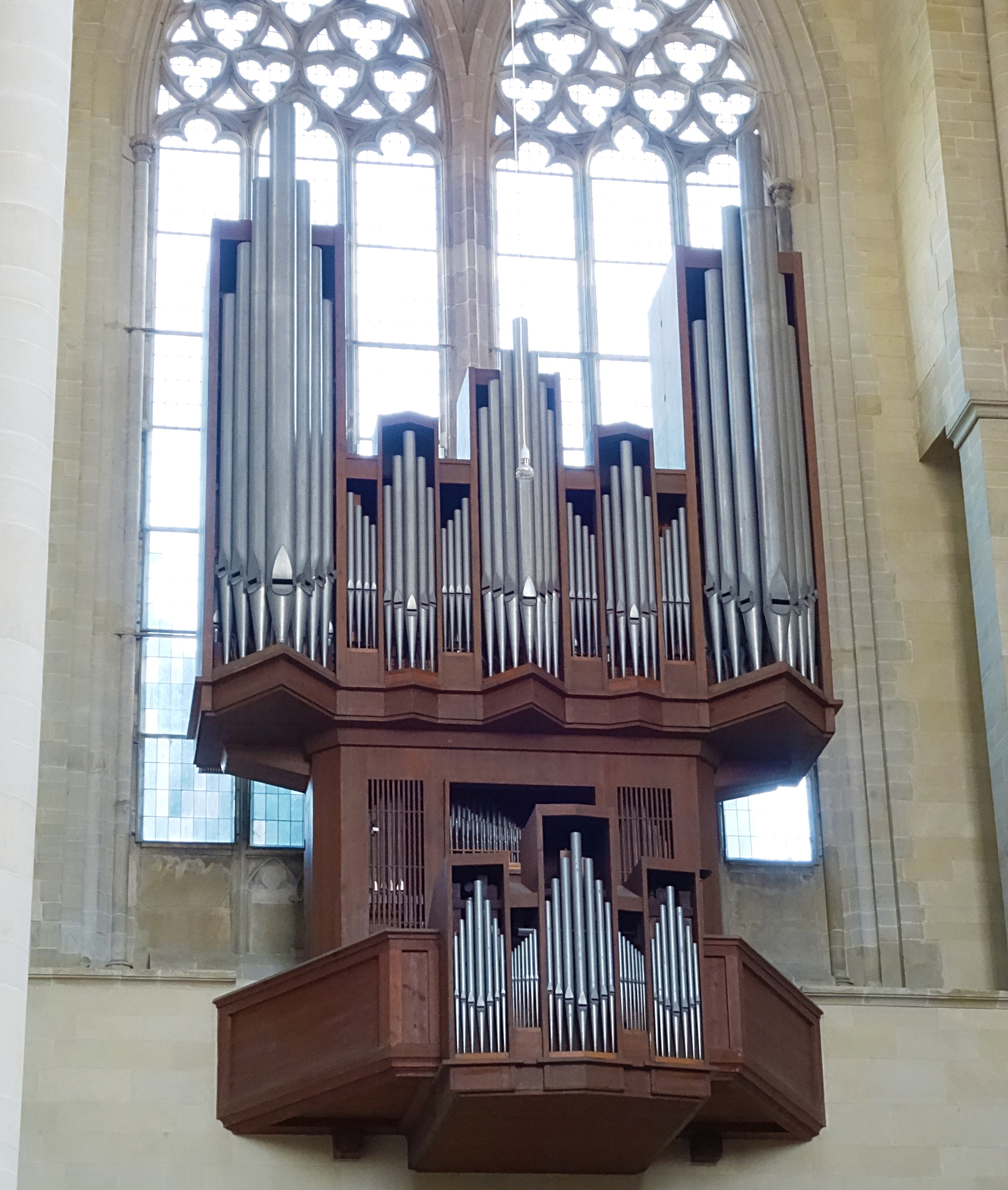
Querhausorgel („Paradiesorgel“)

Das klanglich überzeugende Instrument befindet sich auf dem Sims eines Ganges über der „Paradiespforte“. Der Hallenser Architekt Fritz Leweke entwarf das nicht selbsttragende Gehäuse, das damals sehr grob aus Fichtenholz gezimmert und nach DDR-Standards mit einem krebserregenden Holzschutzmittel behandelt wurde, sowie bereits Risse aufweist. Aufgrund der beengten Platzes auf dem Sims ist die Windanlage abseits der Orgel im Bischofsgang untergebracht. Wie im DDR-Orgelbau üblich, war auch Schuke auf den Import von Zungenstimmen aus der BRD angewiesen. Diese passten jedoch nur teilweise zu Schukes neobarocken Klangkonzept. Die Orgel kann mit ihren 37 Registern auf drei Manualen und Pedal allenfalls das Querhaus klanglich füllen und ist in den anderen Bereichen des Doms nur verschwommen hörbar. Im Querhaus hält sich zudem während normaler Gottesdienste niemand auf, da der Liturgiealtar und die Standardbestuhlung im Hauptschiff westlich der Vierung stehen. Auch der Chorraum wird von der Orgel nur indirekt erreicht.
Durch archäologische Ausgrabungen im Dom ab 2006 aufgewirbelter Staub verschmutzte die Orgel stark. Nachdem die neue Hauptorgel fertiggestellt worden war, konnten die Versuche von 1994, der Querhausorgel durch eine geänderte Intonation wesentlich mehr Klangstärke zu verleihen, bei einer 2010 vorgenommenen Instandsetzung revidiert, und dabei auch die Verschmutzungen beseitigt werden. Die 82 Prospektpfeifen sind aus 70 % rein verhüttetem Zinn fast ohne Fremdmetallbeimengungen, was damals als besonders anstrebenswert galt, und 30 % Blei gefertigt. Diese auf Reinheit angelegte Legierung ist jedoch sehr weich, so dass die Pfeifen sich im Laufe der Jahrzehnte durch ihr Eigengewicht verformen, an den Labien zum Einknicken neigen sowie die Fußlöcher zugedrückt werden und damit der Klang beeinträchtigt wird. Deshalb waren Pfeifenfüße um 2012 schon verstärkt worden. Die größte Prospektpfeife war bereits einmal heruntergefallen.
Damit die Paradiesorgel, als Ergänzung zur sinfonischen Hauptorgel, für das Spielen von Orgelmusik aus der Barockzeit prädestiniert ist, nahm Fa. Schuke ab August 2020 einige Änderungen der Disposition vor. Sobald mit der Innenrenovierung des Chores begonnen wird, soll die Orgel abgebaut und mit einem Hartholzgehäuse in der vorhandenen Form, jedoch in gediegenerer Ausführung, und mit neuen, stabilen Prospektpfeifen aus Englisch Zinn (96 % Sn) wieder aufgebaut werden. Des Weiteren ist der Neubau der Hauptwerks- und der Pedaltrompeten sowie der Vox Humana vorgesehen.
| I Rückpositiv C–f3 |                   |       |
| 1.                 | Gedackt           | 8′    |
| 2.                 | Quintade          | 8′    |
| 3.                 | Principal         | 4′    |
| 4.                 | Blockflöte        | 4′    |
| 5.                 | Sesquialtera II 0 | 2 ⁄3′ |
| 6.                 | Hohlflöte         | 2′    |
| 7.                 | Quinte            | 1 ⁄3′ |
| 8.                 | Mixtur IV–VI      | 1 ⁄3′ |
| 9.                 | Krummhorn         | 8′    |
|                    | Tremulant         |       |

| II Hauptwerk C–f3 |                |       |
| 10.               | Pommer         | 16′   |
| 11.               | Principal      | 08′   |
| 12.               | Spillflöte     | 08′   |
| 13.               | Oktave         | 04′   |
| 14.               | Spitzflöte     | 04′   |
| 15.               | Quinte         | 2 ⁄3′ |
| 16.               | Oktave         | 02′   |
| 17.               | Mixtur VI–VIII | 02′   |
| 18.               | Scharff IV     | 01′   |
| 19.               | Fagott         | 16′   |
| 20.               | Trompete       | 08′   |

| III Brustwerk C–f3 |             |       |
| 21.                | Holzgedackt | 8′    |
| 22.                | Rohrflöte   | 4′    |
| 23.                | Nassat      | 2 ⁄3′ |
| 24.                | Principal   | 2′    |
| 25.                | Oktave      | 1′    |
| 26.                | Cymbel IV   | 01⁄3′ |
| 27.                | Vox Humana  | 8′    |
|                    | Tremulant   |       |

| Pedalwerk C–f1 |             |       |
| 28.            | Principal   | 16′   |
| 29.            | Subbass     | 16′   |
| 30.            | Oktave      | 08′   |
| 31.            | Bifra       | 08′   |
| 32.            | Oktave      | 04′   |
| 33.            | Rohrschelle | 02′   |
| 34.            | Mixtur IV   | 2 ⁄3′ |
| 35.            | Posaune     | 16′   |
| 36.            | Trompete    | 08′   |
| 37.            | Clairon     | 04′   |

- Koppeln: I/II, III/II, I/P, II/P
- Anmerkungen

1. ↑  Ursprünglich zwei- bis dreifach mit Septime als dritter Chor, Repetitionspunkt 2020 durch Schuke von g0 auf c0 verschoben.
2. ↑  2020 neue Holzbecher durch Schuke eingebaut
3. ↑  Schuke 2020, bis dahin Nassat 2 2⁄3
4. ↑  Kupferbecher, im Bassbereich 2020 von Schuke gegen Zinnbecher ausgetauscht.
5. ↑  Durch Schuke 2020 aus HW ins BW versetzt und das bis dahin im BW stehende Salicional 4′ ersatzlos entfernt
6. ↑  Ursprünglich Gedackt 8′ und Gemshorn 4′.

### Truhenorgel
Sie war, als nach der Auflösung der DDR eine Ausstattung des Doms mit angemessenen Orgeln angegangen werden konnte, die erste Anschaffung und stammt vom englischen Orgelbauer Peter Collins. Ihre Disposition lautet: Gedackt 8′, Rohrflöte 4′, Principal 4′, Sesquialtera II (ab c′). Sie wird z. B. als Begleitinstrument bei Oratorienaufführungen genutzt.

### Hauptorgel

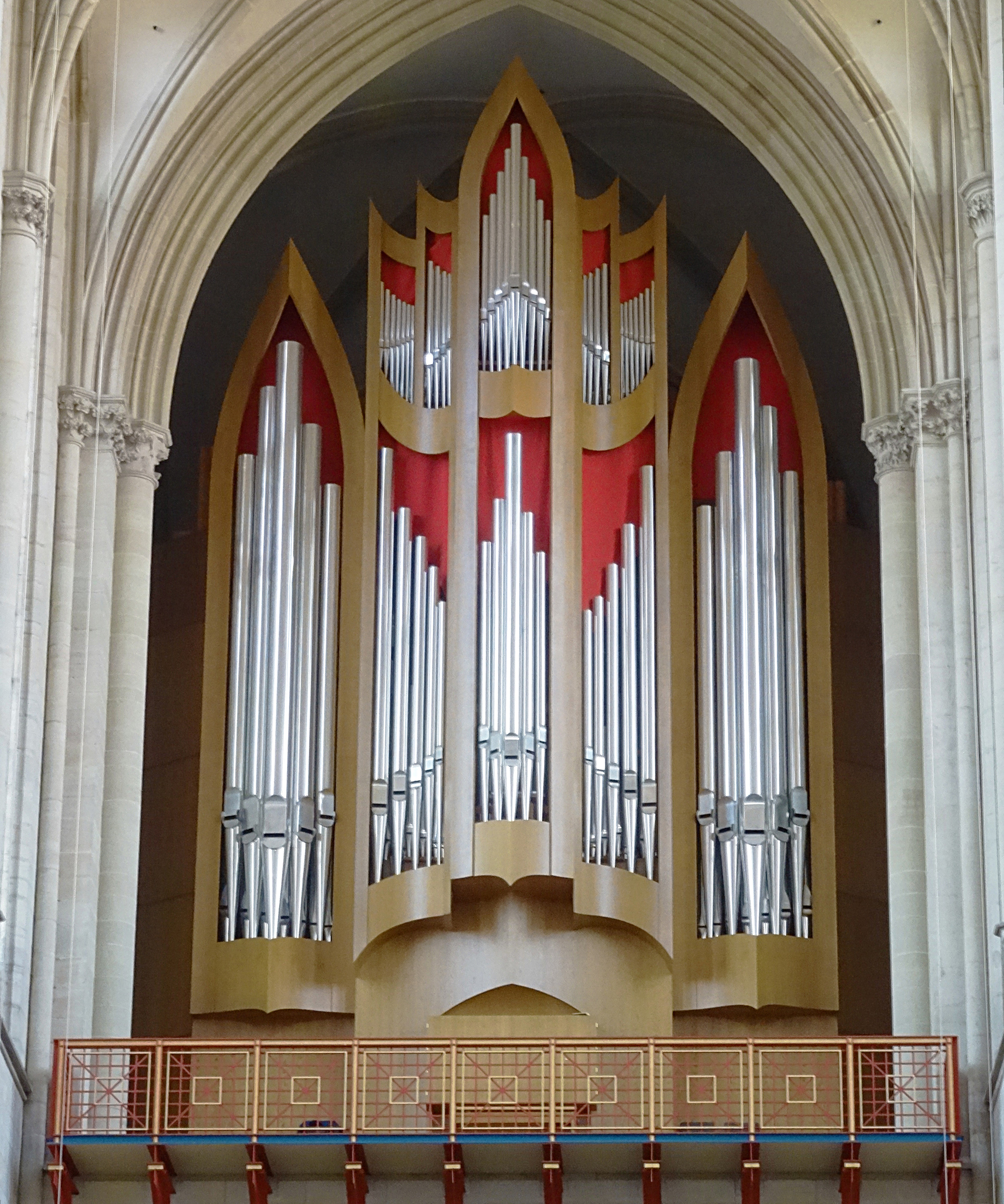
Hauptorgel auf der Westempore

Nach der politischen Wende in der DDR und dem Amtsantritt von Domkantor Barry Jordan 1994 nahmen die Planungen für eine neue Hauptorgel auf der Westempore Fahrt auf. Die dafür veranschlagten Kosten betrugen 3,8 Millionen DM. Die EU übernahm im Rahmen eines Fonds für regionale Entwicklung 1,8 Mio. DM. Des Weiteren gingen mehrere große Spenden sowie Unterstützungen von Firmen und der Stadt Magdeburg ein. Der für den Bau je einer neuen Haupt- und einer Remterorgel gegründete Verein „Aktion neue Domorgeln Magdeburg e. V.“, der den Goldenen Hahn aus dem Compenius-Prospekt zu seinem Symbol auswählte, erteilte den Auftrag 2003 der Firma Alexander Schuke Potsdam Orgelbau, die ihren Firmensitz Anfang 2004 von Potsdam nach Werder/Havel bei Potsdam verlegte. Zur Veranschaulichung des Aussehens der neuen Orgel hing vom 3. Oktober 2003 bis zum Baubeginn eine im Maßstab 1:1 auf eine Riesenleinwand gedruckte Abbildung des vom Architekten Tibor Kiss entworfenen künftigen Prospekts über der Westempore. Die Fa. Schuke begann im Frühjahr 2006 mit der Errichtung der größten Orgel Sachsen-Anhalts. Am 18. Mai 2008 wurde sie eingeweiht.
Das Instrument ist 14,75 m hoch, 10,75 m breit, 9,15 m tief, 37 Tonnen schwer und enthält 93 Register (92 echte Register und eine Transmission). Die 6139 Pfeifen, von denen 5124 aus Metall und 1015 aus Holz gefertigt sind, lassen sich über vier Manuale und ein Pedal spielen. Die größte Pfeife ist die 10,37 m hohe Holzpfeife C des Principal 32′, das Fis des gleichen Registers ist die größte Prospektpfeife.

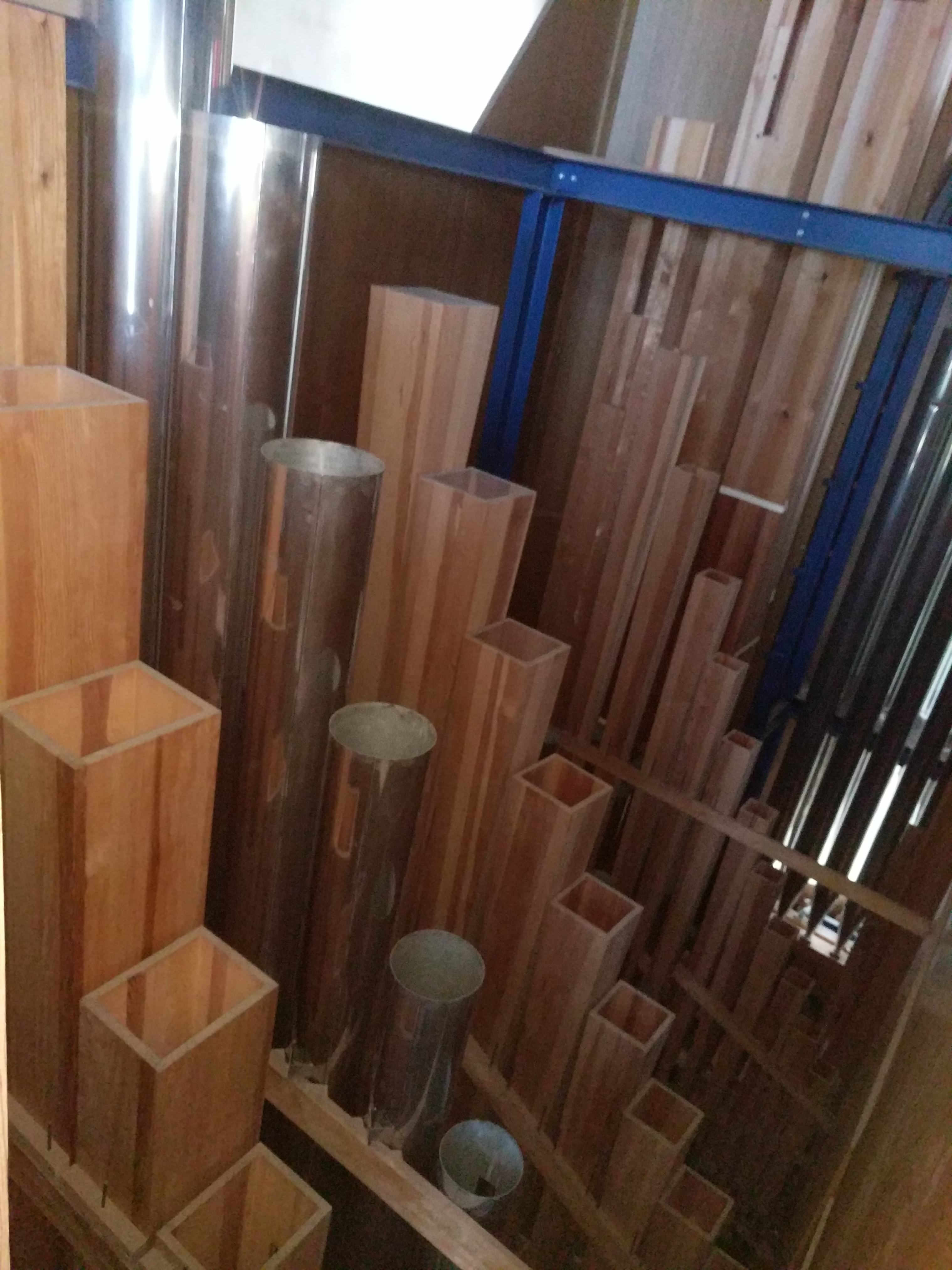
Blick von hinten auf einen Teil der Pfeifen der Pedalregister auf der Cis-Seite

Die Orgel besteht aus fünf Werken: Hauptwerk, Positiv, Schwellwerk, Solo und Pedal. Das Hauptwerk befindet sich über dem Spieltisch und wird durch einige Prospektpfeifen des Registers Principal 16′ repräsentiert. Das Solowerk, von dessen Doppelprincipal 8′ einige Pfeifen im Prospekt stehen, ist über dem Hauptwerk platziert. Das Schwellwerk steht hinter dem Hauptwerk, das Positiv über dem Schwellwerk und hinter dem Solowerk. Die Tuba mirabilis ist auf dem Dach des Gehäuses angebracht und strahlt dicht unter dem Mittelschiffsgewölbe nahezu horizontal in den Raum. Die wie üblich auf C- und Cis-Seite aufgeteilten Pedalregister flankieren die vier Manualwerke zu beiden Seiten und erstrecken sich nahezu über die ganze Tiefe und Höhe der Orgel.
Die Spieltraktur ist grundsätzlich mechanisch, enthält jedoch aufgrund der Größe der Orgel diverse Zusatzeinrichtungen (beispielsweise elektrische Zusatzladen für viel Wind benötigende Basspfeifen und einige Hochdruckregister) zur Erhaltung einer gewissen Leichtgängigkeit. Weiterhin sind zu diesem Zweck, erstmals von einem europäischen Orgelbauer angewandt, die von Fisk (Orgelbauer USA) entwickelten Kowalyshyn-Servopneumatikhebel, welche die Nachteile der Barkerhebel (Störgeräusche etc.) vermeiden, in dieser Orgel eingebaut. Das Hauptinstrument des Doms verkörpert die Konzeption einer klassischen sinfonischen Orgel. Dieser Orgeltyp ist in der Lage, einen so langgestreckten, großen Raum wie den Magdeburger Dom klanglich zu beherrschen. Der bis c4 reichende Manualumfang unterstreicht die Konzeption der Orgel auch als Konzertinstrument.
Eine Nachbildung des „Goldenen Hahns“ ist im Gehäuse über dem Spieltisch versteckt und kann durch Betätigung eines Schalters ausgefahren werden. Das Original aus der Compenius-Orgel steht in einer Vitrine auf der Westempore.
Die Orgel enthält ein sich auf mitteldeutsche Orgelbautraditionen beziehendes Plenum, das in eine sinfonische Breite und Fülle übergeht und in allen Werken durch französische Klangfarben ergänzt wird. Da mit der Querhausorgel ein Instrument für Barockmusik verfügbar ist, konnte man die Hauptorgel hauptsächlich für die Musik des 19. Jahrhunderts auslegen. Die Prinzipale orientieren sich an denen von Friedrich Ladegast. Die Tuba mirabilis entstand in Zusammenarbeit mit der englischen Orgelbaufirma Mander. Die Orgel hat die folgende Disposition:
| I Hauptwerk C–c4 |                   |        |
| 01.              | Prinzipal         | 16′    |
| 02.              | Bourdon           | 16′    |
| 03.              | Oktave            | 08′    |
| 04.              | Diapason          | 08′    |
| 05.              | Gedackt           | 08′    |
| 06.              | Doppelflöte       | 08′    |
| 07.              | Gambe             | 08′    |
| 08.              | Nassat            | 5 1⁄3′ |
| 09.              | Oktave            | 04′    |
| 10.              | Hohlflöte         | 04′    |
| 11.              | Spitzflöte        | 04′    |
| 12.              | Tertia            | 3 1⁄5′ |
| 13.              | Quinte            | 2 ⁄3′  |
| 14.              | Oktave            | 02′    |
| 15.              | Cornet V (ab g0)  | 08′    |
| 16.              | Mixtur major V    | 02′    |
| 17.              | Mixtur minor IV 0 | 01′    |
| 18.              | Trombone          | 16′    |
| 19.              | Trompette         | 08′    |
| 20.              | Clairon           | 04′    |

| II Positiv C–c4 (schwellbar) |                         |       |
| 21.                          | Salicional              | 16′   |
| 22.                          | Quintatön               | 16′   |
| 23.                          | Prinzipal               | 08′   |
| 24.                          | Rohrflöte               | 08′   |
| 25.                          | Cor de nuit             | 08′   |
| 26.                          | Viola                   | 08′   |
| 27.                          | Fugara                  | 08′   |
| 28.                          | Vox coelestis           | 08′   |
| 29.                          | Oktave                  | 04′   |
| 30.                          | Traversflöte            | 04′   |
| 31.                          | Fugara                  | 04′   |
| 32.                          | Nassat                  | 2 ⁄3′ |
| 33.                          | Oktave                  | 02′   |
| 34.                          | Piccolo                 | 02′   |
| 35.                          | Echocornett III (ab g0) | 02′   |
| 36.                          | Harmonia aetheria III 0 | 02′   |
| 37.                          | Englisch Horn           | 16′   |
| 38.                          | Chamade                 | 08′   |
| 39.                          | Trompete                | 08′   |
| 40.                          | Klarinette              | 08′   |
| 41.                          | Cromorne                | 08′   |
|                              | Tremulant               |       |

| III Schwellwerk C–c4 |                    |        |
| 42.                  | Bordun             | 16′    |
| 43.                  | Prinzipal          | 08′    |
| 44.                  | Voce umana         | 08′    |
| 45.                  | Flûte traversière  | 08′    |
| 46.                  | Bordun             | 08′    |
| 47.                  | Viola di Gamba     | 08′    |
| 48.                  | Voix céleste       | 08′    |
| 49.                  | Oktave             | 04′    |
| 50.                  | Flûte octaviante   | 04′    |
| 51.                  | Flöte              | 04′    |
| 52.                  | Viola              | 04′    |
| 53.                  | Nazard             | 2 ⁄3′  |
| 54.                  | Quarte de Nazard 0 | 02′    |
| 55.                  | Tierce             | 1 3⁄5′ |
| 56.                  | Larigot            | 1 ⁄3′  |
| 57.                  | Septième           | 1 ⁄7′  |
| 58.                  | Progressio III–V   | 02′    |
| 59.                  | Bombarde           | 16′    |
| 60.                  | Aeoline            | 16′    |
| 61.                  | Trompette          | 08′    |
| 62.                  | Hautbois           | 08′    |
| 63.                  | Voix humaine       | 08′    |
| 64.                  | Clairon            | 04′    |
|                      | Tremulant          |        |

| IV Solo C–c4 |                    |     |
| 65.          | Doppelprinzipal    | 08′ |
| 66.          | Flûte harmonique 0 | 08′ |
| 67.          | Seraphon (ab g0)   | 08′ |
| 68.          | Cornett VI (ab g0) | 16′ |
| 69.          | Tuba mirabilis     | 08′ |
| 70.          | Clarinette         | 08′ |

| Pedal C–g1 |                       |         |
| 71.        | Principal             | 32′     |
| 72.        | Untersatz             | 32′     |
| 73.        | Oktave                | 16′     |
| 74.        | Violon                | 16′     |
| 75.        | Subbass               | 16′     |
| 76.        | Kontrabass            | 16′     |
| 77.        | Zartbass (= Nr. 42) 0 | 16′     |
| 78.        | Quinte                | 10 2⁄3′ |
| 79.        | Oktave                | 08′     |
| 80.        | Flöte                 | 08′     |
| 81.        | Gedackt               | 08′     |
| 82.        | Cello                 | 08′     |
| 83.        | Cello piano           | 08′     |
| 84.        | Terz                  | 6 2⁄5′  |
| 85.        | Nassat                | 5 1⁄3′  |
| 86.        | Oktave                | 04′     |
| 87.        | Flöte                 | 04′     |
| 88.        | Flöte                 | 02′     |
| 89.        | Contrabombarde        | 32′     |
| 90.        | Bombarde              | 16′     |
| 91.        | Fagott                | 16′     |
| 92.        | Trompete              | 08′     |
| 93.        | Clairon               | 04′     |

- Koppeln: IV/I; III/I; III/I sub; II/I; III/II; III/II sub; III/III super; I/P; II/P; III/P; IV/P.
- Spielhilfen: Schwelltritte für Positiv und Schwellwerk; 10.000 Setzerkombinationen.
- Anmerkungen

1. ↑  Durchschlagende Zungen.
2. ↑  Aufschlagende Zungen.
3. ↑  C–F Holz.

### Remterorgel
Am 8. Oktober 2011 wurde die Orgel für den neu gestalteten Remter des Doms eingeweiht. Das Instrument wurde von Orgelbau Glatter-Götz in Kooperation mit der Orgelbaufirma Rosales (Los Angeles) gebaut. Sie hat 22 Register, von denen zwei teilweise Transmissionen sind, auf zwei Manualen und Pedal. Das Geld für diesen Neubau kam durch einen Zuschuss aus dem staatlichen „Konjunkturprogramm II“, und, ähnlich wie bei der Hauptorgel, durch zahlreiche Spenden zusammen.
Die Nachteile des Aufstellungsortes der 2007 aus dem Remter entfernten Schuke-Orgel wurden durch eine Platzierung der Glatter-Götz-Orgel unter einem Bogen des Durchgangs vom Remter zur Seitenkapelle umgangen. Ihr Standort und ihre Größe entsprechen nun etwa dem, was Schuke schon nach dem Zweiten Weltkrieg realisieren wollte. Mit zwei Jalousien kann – mit Ausnahme der Pfeifen des Geigenprincipals 8′, die auf der Kapellenseite der Orgel im Prospekt stehen – der Schall des Hinterschwellwerks wahlweise in die Seitenkapelle, in den Remter oder in beide Räume gelenkt werden, so dass das Hinterschwellwerk bei entsprechender Jalousiestellung auch als Kapellenorgel fungiert. Wie auch beim Vorgängerinstrument sind die Spiel- und Registertrakturen mechanisch und stehen die Pfeifen auf Schleifladen.
| I Hauptwerk C–a3 |               |        |
| 1.               | Quintade      | 16′    |
| 2.               | Principal     | 08′    |
| 3.               | Rohrflöte     | 08′    |
| 4.               | Octave        | 04′    |
| 5.               | Nasat         | 02 ⁄3′ |
| 6.               | Octave        | 02′    |
| 7.               | Mixtur III–IV |        |

| II Hinterwerk C–a3 (schwellbar) |                 |        |
| 08.                             | Geigenprincipal | 8′     |
| 09.                             | Gedeckt         | 8′     |
| 10.                             | Fugara          | 4′     |
| 11.                             | Spitzflöte      | 4′     |
| 12.                             | Quinte          | 2 ⁄3′  |
| 13.                             | Octave          | 2′     |
| 14.                             | Tertia          | 1 3⁄5′ |
| 15.                             | Quinte          | 1 ⁄3′  |
| 16.                             | Trompete        | 8′     |
|                                 | Tremulant       |        |

| Pedal C–f1 |                          |     |
| 17.        | Subbass                  | 16′ |
| 18.        | Octavbass                | 08′ |
| 19.        | Gedecktbass (aus Nr. 17) | 08′ |
| 20.        | Posaune                  | 16′ |
| 21.        | Trompete (aus Nr. 20)    | 08′ |
| 22.        | Cornett                  | 04′ |

- Koppeln: II/I, I/P, II/P

## Organisten (Auswahl)
- Wolff Heintz, 1523 nach Halle/Saale gegangen
- Meyer
- Götten
- Jacob Hasse, 1677–
- George Tegetmeyer, 1715–1755
- Stelle vakant 1755–1764 (Tegetmeyer bis zu seinem Tod 1764 ehrenamtlich weiterhin tätig sowie August Bernhard Valentin Herbing unbezahlt tätig)
- August Bernhard Valentin Herbing 1764–1766
- Johann Christian Burgmüller, 1766–1776
- Sievers, etwa 1777 bis etwa 1806
- Heinrich Leberecht August Mühling 1843–
- August Gottfried Ritter, 1847–1885
- Theophil Forchhammer, 1886–1918
- KMD Bernhard Henking, 1930er Jahre[39]
- Gerhard Bremsteller, ab 1942
- Rosemarie Hage (Vertreterin G. Bremstellers während seines Militäreinsatzes), bis 1945
- Gerhard Bremsteller, ab 1945 wieder im Dienst
- Ulrich Bremsteller, 1958–1960
- Günther Hoff, 1969–1993
- Barry Jordan, 1994–2023
- Christian Otto, ab Dezember 2023

## Konzerte
Der damalige Domkantor Barry Jordan organisierte 2008, als die große Schuke-Orgel auf der Westempore eingeweiht war, die Konzertreihe „Orgelpunkt“. Aufgrund der fehlenden Domheizung konnte diese lange Zeit nur in den wärmeren Monaten stattfinden. Seit 2020 sind „Orgelpunkt“-Konzerte auch im Winter möglich: Diese werden in der benachbarten Sebastianskirche, welche heizbar ist, angeboten.

## Tonträger
- Adeste Fideles – Weihnachtliche Musik an der großen Orgel des Magdeburger Doms. CD. Prospect, 2010 (Barry Jordan spielt Werke von Marcel Dupré, Jean Langlais, Eugène Gigout, Georg Böhm, Johann Sebastian Bach, Johannes Brahms, Charles-Marie Widor, Sigfrid Karg-Elert).
- Barry Jordan – Die drei Orgeln des Magdeburger Doms. CD. Prospect, 2021 (Werke von Samuel Scheidt, Johann Jakob Froberger, Franz Tunder, Johann Gottfried Walther, August Gottfried Ritter, Johann Ludwig Krebs, Kevin Volans, Feliks Nowowiejski).
- Barry Jordan – Orgelmusik aus dem Magdeburger Dom. CD. Prospect, 1996 (Werke von Nicolaus Bruhns, Johann Sebastian Bach, Jehan Alain, August Gottfried Ritter).
- Barry Jordan – Orgelmusik aus dem Magdeburger Dom „Eroica“. CD. IFO, 2011 (Werke von Joseph Jongen, Charles Villiers Stanford, Feliks Nowowiejski).
- Barry Jordan – Orgelspiele. CD. Prospect, 2012 (Werke von Modest Petrowitsch Mussorgski und George Gershwin).
- Barry Jordan – Symphonic Impressions. CD. IFO, 2008 (Werke von Norman Cocker, Percy Whitlock, Charles Villiers Stanford, Sigfrid Karg-Elert, Louis Vierne, Josef Gabriel Rheinberger, Eugene Gigout).
- Christian von Blohn – Evocations (Contemporary Organ Music). CD. Naxos 2021 (Werke von Barry Jordan, Theo Brandmüller, Arvo Pärt, Thierry Escaich, Christian von Blohn).
- The Freese Collection. CD, Raven Racords, 2013 (Faythe Freese spielt Werke von Pamela Decker, Heinz Wunderlich, Max Reger).
- Johann Sebastian Bach: Orgelwerke. CD. Querstand 2012 (Barry Jordan).
- Ludwig Güttler, Christoph Kircheis – Musik für Trompete und Orgel aus dem Magdeburger Dom. Eterna, Nr. 827215, 1979.
- Max Reger: Sämtliche Orgelwerke. Vol. 1. CD. Editions Hortus, 2012 (Jean-Baptiste Dupont)
- Sebastian Heindl – Flaschenpost-Geheimnisse. Paul Dukas und seine Schüler. CD. Rondeau, 2015 (Werke von Paul Dukas, Jehan Alain, Olivier Messiaen, Maurice Duruflé).